# John Romer
John Louis Romer (* 30. September 1941 in Surrey) ist ein britischer Ägyptologe.

## Leben
Er gestaltete und trat bisher in zahlreichen nationalen Fernsehsendungen auf, die sein Fachgebiet behandelten, wie etwa The Seven World Wonders oder Romer's Egypt. Er gilt neben Michael Wood als einer der bekanntesten Fernsehforscher in Großbritannien. Auffällig an seiner Kleidung ist der Sonnenhut, der an den fiktiven Forscher Indiana Jones erinnert.
Romer kam mit dem Fach der Archäologie über sein Studium der Epigraphik in Berührung. Er arbeitete ursprünglich im Iran und in Ägypten als Epigraphiker. Mit seiner archäologischen Tätigkeit begann er 1966, als er für die Universität von Chicago die altägyptische Stadt Theben, heute unter dem Namen Luxor (Theben-Ost) bekannt, vermaß.
1978 gründete er mit seiner Frau Elisabeth Romer, die ebenfalls Ägyptologin ist, The Theban Foundation, eine Stiftung, die sich der Erhaltung und Erforschung von antiken Königsgrabmälern in Theben verschrieben hat. Im Rahmen dieser Foundation gründete er 1978 das Theban Mapping Project, wo alle antiken Fundplätze in Theben kartographisch erfasst und in einer Datenbank gespeichert werden.
Romer veröffentlichte eine Vielzahl wissenschaftlicher Publikationen, viele seiner Werke wurden auch als Grundstock für Fernsehdokumentationen verwendet. Er lebt heute in der Toskana.

## Veröffentlichung (Auswahl)
- Sie schufen die Königsgräber. Die Geschichte einer altägyptischen Arbeitersiedlung. Max Hueber, Ismaning bei München 1986, ISBN 3-19-005500-9.